# Værløse Kommune
Værløse Kommune var indtil 2007 en kommune i Københavns Amt. 1. januar 1970 havde den 14.850 indbyggere, så den var stor nok til ikke at blive lagt sammen med andre kommuner ved kommunalreformen i 1970.

## Strukturreformen
Ved strukturreformen i 2007 indgik Værløse Kommune i Furesø Kommune sammen med Farum Kommune. Sammenlægningen med Farum mødte  modstand fra Værløses byråd, der var bange for at Værløses borgere skulle undgælde for de økonomiske problemer i Farum Kommune. Men Furesø Kommune fik nogle begunstigelser af Staten, og Farums borgere skulle i en overgangsperiode beholde deres højere skatteprocent.
Værløse Kommunes Kulturpris er ført videre som Furesø Kommunes Kulturpris.

## Geografi
Værløse Kommune bestod af ét sogn, Værløse Sogn, som havde hørt til Smørum Herred. I 2010 blev Hareskov Kirkedistrikt udskilt som Hareskov Sogn.
I det, som var Værløse Kommune, findes byerne Værløse, Hareskovby, Kirke Værløse og Jonstrup, som er en forstad til Måløv.

## Byer
| Kommunens største byer |               |                   |
| Nr                     | By            | Indbyggere (2025) |
| 1                      | Værløse       | 13.200            |
| 2                      | Hareskovby    | 3.870             |
| 3                      | Jonstrup      | 2.320             |
| 4                      | Kirke Værløse | 983               |
| 5                      | Laanshøj      | 957               |

## Valgresultater
| 3 | 2 | 7 | 1 | 1 | 1 |

| 11 | 4 |

| 3 | 1 | 7 | 2 | 1 | 1 |

| 11 | 4 |

| 4 | 1 | 5 | 2 | 3 |

| 9 | 6 |

| 4 | 1 | 5 | 1 | 4 |

| 8 | 7 |

| 4 | 1 | 6 | 1 | 3 |

| 6 | 9 |

| 3 | 2 | 4 | 1 | 5 |

| 7 | 8 |

## Borgmestre[4]
| Periode   | Navn               | Parti                       |
| --------- | ------------------ | --------------------------- |
| 1970-1974 | Olaf Beck          | Det Konservative Folkeparti |
| 1974-1978 | Ernst Ellgaard     | Det Konservative Folkeparti |
| 1978-1982 | Gunnar Christensen | Socialdemokratiet           |
| 1982-1998 | Ernst Ellgaard     | Det Konservative Folkeparti |
| 1998-2001 | Erik Eefsen        | Det Konservative Folkeparti |
| 2002-2006 | Jesper Bach        | Venstre                     |